# 아마리코촌
아마리코촌(余子村)은 돗토리현 사이하쿠군에 설치되었던 촌이다. 현재의 사카이미나토시에 해당한다.

## 역사
- 1889년 10월 1일 - 정촌제 시행에 의해 아이미군 아마리코촌이 성립하였다.
- 1896년 4월 1일 - 군의 통합에 의해 사이하쿠군에 소속되었다.
- 1954년 8월 10일 - 와타리촌, 도노에정, 사카에정, 나카하마촌과 합병해 사카이미나토정이 성립하여 페지되었다.